# NGC 2222
NGC 2222 је спирална галаксија у сазвежђу Сликар која се налази на NGC листи објеката дубоког неба.
Деклинација објекта је - 57° 32' 0" а ректасцензија 6h 20m 16,8s. Привидна величина (магнитуда) објекта NGC 2222 износи 13,3 а фотографска магнитуда 14,2. NGC 2222 је још познат и под ознакама ESO 121-25, AM 0619-573, PGC 18835.